# Romanens
Romanens (toponimo francese; in tedesco Romaning, desueto) è una frazione di 279 abitanti del comune svizzero di Sâles, nel Canton Friburgo (distretto della Gruyère).

## Storia

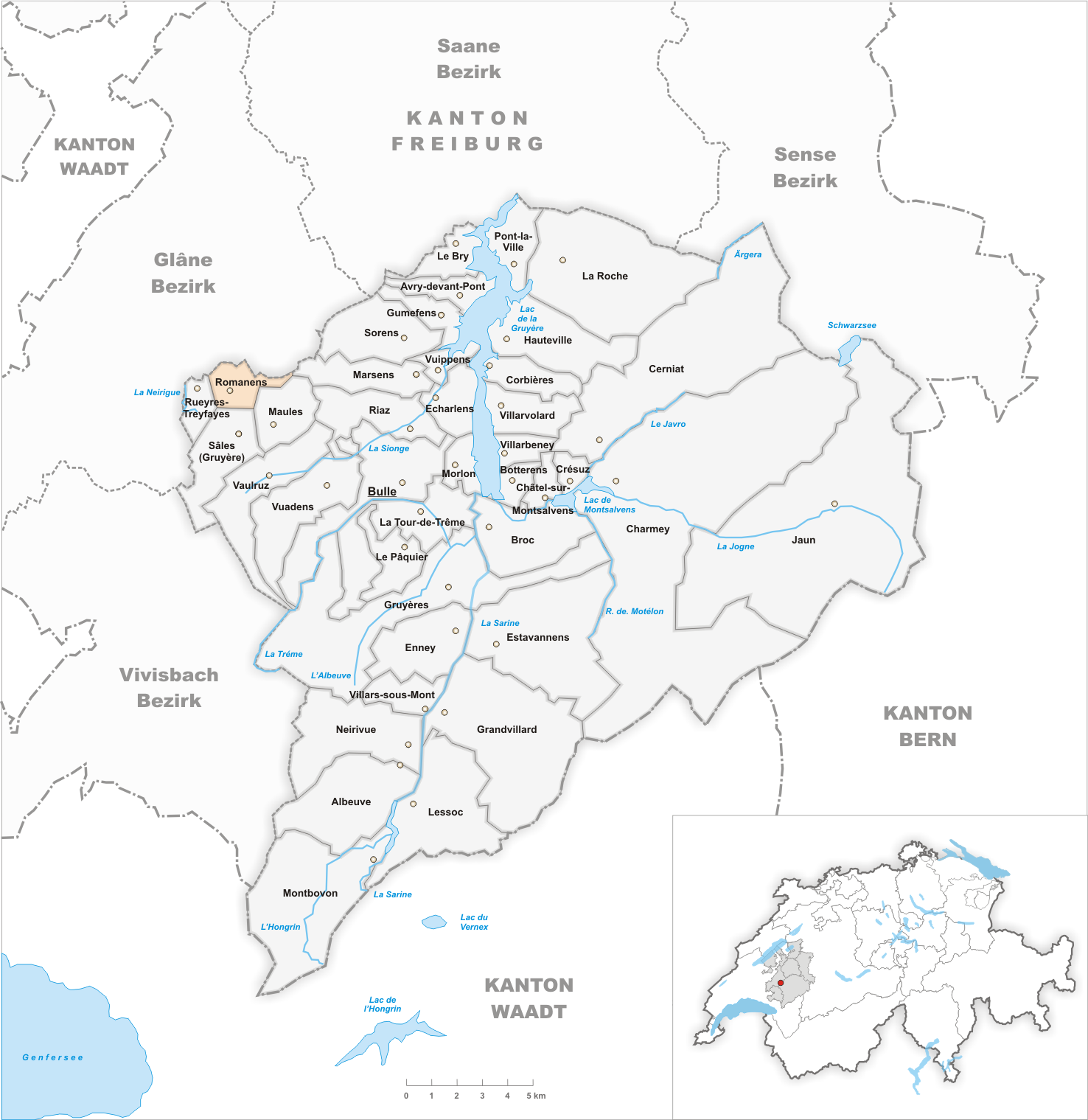
Il territorio del comune di Romanens prima degli accorpamenti comunali del 2001

Già comune autonomo, nel 2001 è stato accorpato a Sâles assieme agli altri comuni soppressi di Maules e Rueyres-Treyfayes.

## Società

### Evoluzione demografica
L'evoluzione demografica è riportata nella seguente tabella:
Abitanti censiti

## Amministrazione
Ogni famiglia originaria del luogo fa parte del comune patriziale che ha la responsabilità della manutenzione di ogni bene comune.